# Halictonomia ankaratrensis
Halictonomia ankaratrensis är en biart som beskrevs av Gregory B. Pauly 2001. Halictonomia ankaratrensis ingår i släktet Halictonomia och familjen vägbin. Inga underarter finns listade i Catalogue of Life.